# Рижа
Ри́жа — село у Путильській селищній громаді Вижницького району Чернівецької області України. У селі мешкає 682 жителі.

## Географія
У селі струмок Галичин впадає і річку Сторонець, ліву притоку Путилки.

## Населення
За даними перепису населення 2001 року у селі проживали 682 особи.
Рідною мовою назвали:
| Мова       | Кількість осіб | Відсоток |
| ---------- | -------------- | -------- |
| українська | 682            | 100,00 % |

## Особи
- Пилипко Олексій Іванович — майор Збройних сил України, учасник російсько-української війни.